# Ada Kaleh
Ada Kaleh vagy Ada-Kalé (szerbül: Каролина, Нова Оршава) törökök által lakott kis sziget volt a Dunán, ahol az ott élő emberek dohány-, szőlő- és rózsatermesztéssel, valamint csempészéssel foglalkoztak.
A szigetet 1972-ben, a Vaskapu I. vízerőmű gátjának megépítése után, a felduzzasztott folyó elnyelte. A sziget Orsova alatt kb. 3 kilométerre helyezkedett el; a mérete 1,7×0,4-0,5 km volt. Neve törökül „erődsziget” vagy „szigetvár” jelentésű.
A szigetet tizenhatszor keresztelték át. Hérodotosz legendáiban Cyraunis néven említik, de Yernis és Saan név alatt is feljegyezték. A görögök Cotinusának nevezték, aminek jelentése: a vad olajbogyók földje. Caroline-sziget (Caroline-Insel) néven is ismert.
Ada Kaleh a történelem során többször gazdát cserélt. Az Első Balkán-háború után 1913-ban, az Osztrák–Magyar Monarchia Krassó-Szörény vármegyéhez annektálta a szigetet Új-Orsova néven. Az első világháborút lezáró békerendszer rendelkezései következtében végül Románia birtokába került.

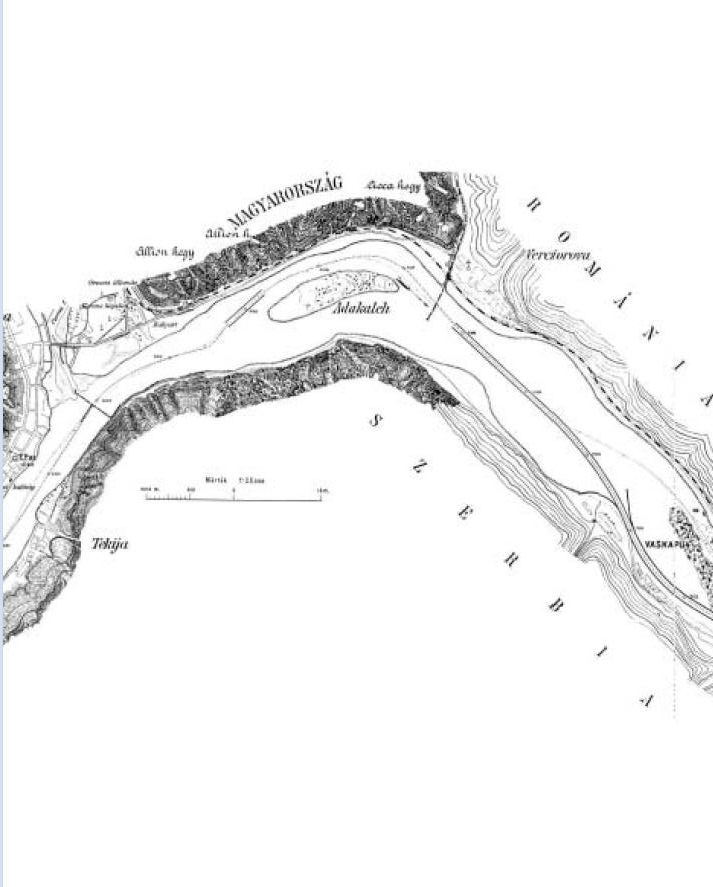
Ada Kaleh szigetének térképe (1918)

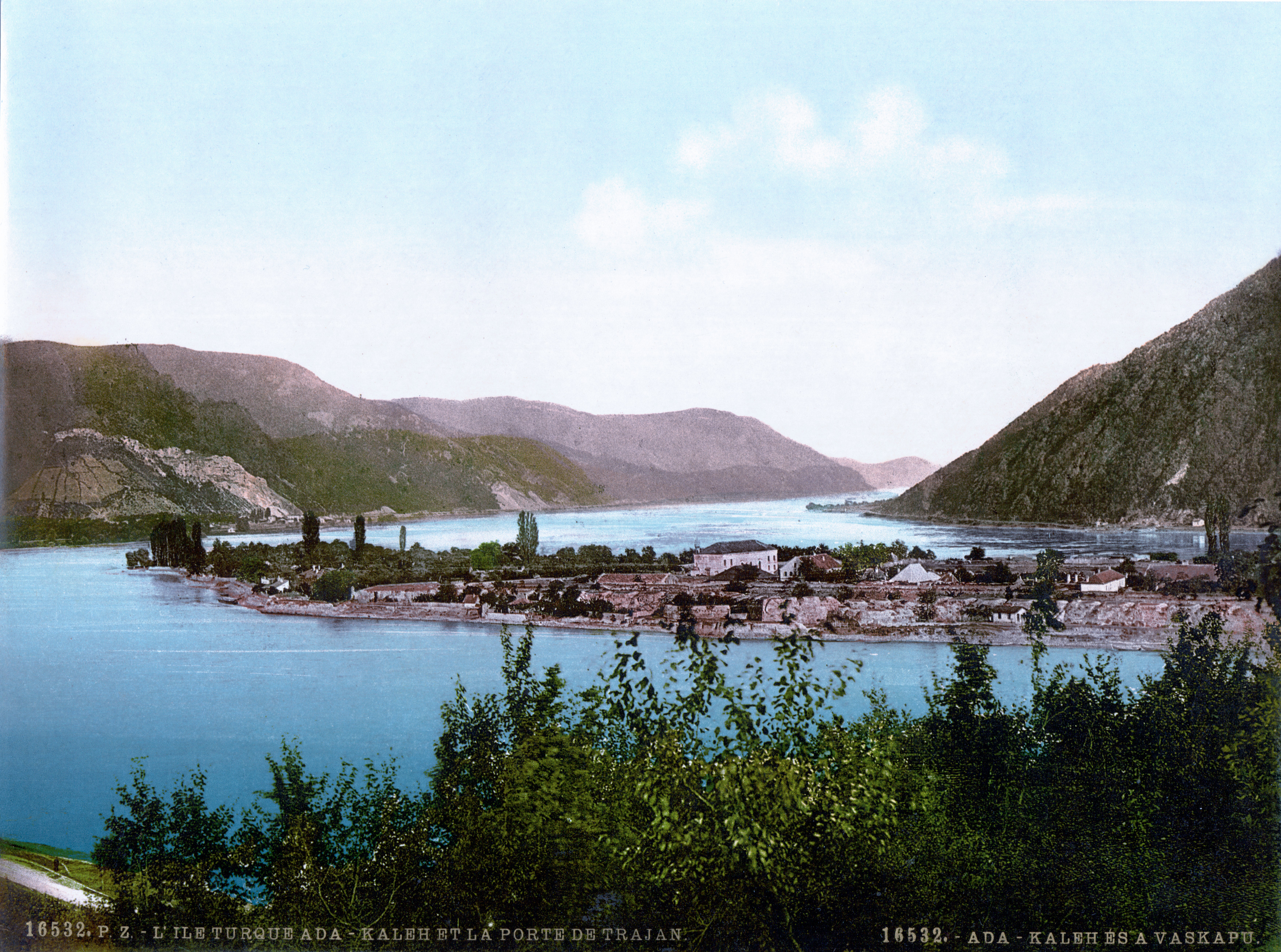
Ada-Kaleh képeslapon 1890 és 1905 között

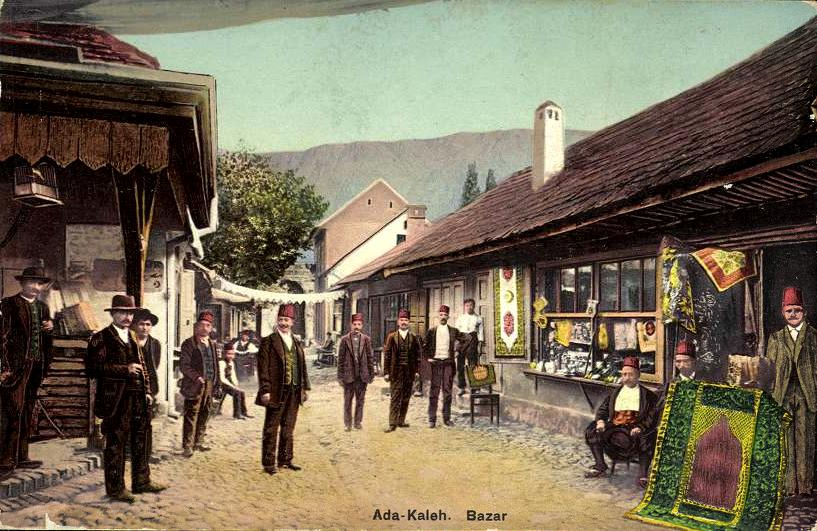
Az Ada Kaleh-szigeti bazár, 1912

1968–1971 között a Vaskapu-szorosban a Vaskapu I vízerőmű gátjának építése során a duzzasztás előtt az erődítmény falait, a bástyákat és a mecsetet lebontották, azzal a céllal, hogy a közeli lakatlan Șimian-szigetre (Szörényvár közelében) helyezzék őket. A lakosok nagy része Törökországba vándorolt ki, mások Dobrudzsába települtek át. Ada Kaleh eltűnt a Föld színéről.

## Története
Az osztrákok 1669-ben építettek rajta egy erődöt, hogy megvédjék a törökök ellen. 1691-ben Thököly Imre török segítséggel elfoglalta, de a következő évben az osztrákok visszafoglalták. 1699-ben a karlócai békekötés során a sziget török uralom alá került, 1716–1718 között az osztrákoké volt, majd 1738-ban négy hónapnyi ostrom után ismét török kézre került. Az osztrákok 1789-ben visszahódították, de a békekötés során átengedték a törököknek. Ezután a sziget elvesztette katonai jelentőségét.
1849-ben itt lépték át a menekülő magyar felkelők a magyar–török határt. Elsőként a Perczel testvérek lépték át augusztus 15-én, majd Kossuth Lajos és kísérete augusztus 16-án. Őket követték a megtorlástól való félelem miatt menekülők karavánjai a határon túlra, az akkor török fennhatóság alatt lévő Új-Orsova szigetére.
Az 1878-as berlini kongresszus ennél sokkal délebbre tolta az Oszmán Birodalom határát, s a sziget (Bosznia-Hercegovinához hasonlóan) az Osztrák–Magyar Monarchia megszállása alá került, de továbbra is török területnek számított. „Török-Orsova” lakói különleges jogokkal rendelkeztek. A lakosok adó- és vámmentességet élveztek és nem sorozták be őket. A mecset melletti kaszárnyában az osztrák-magyar hadsereg csapatai állomásoztak.
Ada-Kaleh vagy Új-Orsova szigetét 1689-ben Heister osztrák tábornok erősítette meg, a törökök azonban elfoglalták, mígnem a passzaroviczi békekötés után ismét visszaszállt a magyar koronára. III. Károly magyar király nagyszabású erődítményt építtetett rajta, mely ma legnagyobb részt romokban hever. Ezzel átellenben a szerb parton az Erzsébet-erőd épült, melyet 1868-ban Obrenovics Mihály szerb fejedelem leromboltatott. 1739-ben a belgrádi béke után Ada-Kaleh ismét visszament a szultán birtokába; 1790-ben azonban az osztrákok elfoglalták, de a sistovai béke újból visszaadta azt a szultánnak, mígnem az 1878. évi orosz-török háború után a török szultán kérelmére az Osztrák-Magyar Monarchia vette védelmébe Ada-Kaleh török lakosságát, mely azonban autonóm hatóságát, török jellegét és közigazgatását mind a mai napig megtartá.
A Balkán-háborúk befejeztével Ada Kaleh véglegesen elszigetelt területté vált, ezért 1913. május 12-én dr. Medve Zoltán, Krassó-Szörény vármegye főispánja hadilobogó alatt áthajózott a szigetre és azt a magyar és a közös kormány képviseletében magyar közigazgatás alá vonta.
Ennek érvényesítése céljából a korábban is ott állomásozott katonaság mellé két csendőrt rendelt ki. A török kormányt képviselő kormányzót felszólították hivatalos ténykedése beszüntetésére, aminek ő eleget is tett tiltakozása kifejezése mellett. A sziget Újorsova néven Krassó-Szörény vármegye Orsovai járásába beosztott községgé alakult. Ez volt Magyarország utolsó területi gyarapodása az első világháború kitörését megelőzően.
1916 nyarán a román hadsereg elfoglalta a szigetet, de még az év őszén az osztrák-magyar–német seregek visszafoglalták.
1918. május 21-én az orsovai határrendőrség jelentette a belügyminiszternek, hogy 6 török csendőr teljesen új felszerelésben érkezett a szigetre egy altiszt vezetésével Konstantinápolyból. Elfoglalták a 2. számú őrházat, ami az osztrák-magyar kincstár tulajdonát képezte. Május 25-én a sziget lakói tiltakoztak az ellen, hogy a török csendőrök öt lakost megvertek. Ali Kemal bej mudír a csendőrök megérkezése után az egykori vártüzérkaszárnyára, ami kincstári épület, török zászlót tűzött ki.
1923-ban az Oszmán Birodalom és az Osztrák–Magyar Monarchia megszűnésekor a lakosság a Romániához való tartozást választotta.
A mecset 1903-ban épült egy korábbi ferencrendi kolostor helyén.
A sziget fő megélhetési forrása a dohánytermesztés, halászat és később a turizmus volt. A lakosság száma kb. 1000 fő volt.
A gát megépítésekor az épületek egy részét a közeli Șimian-szigetre költöztették, beleértve az erőd katakombáit, a mecsetet, a bazárt, Mahmut pasa házát, a temetőt és egyéb építményeket. Ennek ellenére a sziget közössége nem akart áttelepülni a Șimian-szigetre, helyette Törökországba költöztek. Kisebb részük meg Dobrudzsába, ahol szintén török kisebbség is él.

## Érdekességek
Egyesek szerint Ada Kaleh szigete volt a minta Jókai Mór Az arany ember című regényében a "Senki" szigetéhez. Jókai a regényéhez írt Utóhangokban azt írta, hogy Frivaldszky Imre természettudóstól hallott egy szigetről, amely „a hatvanas években még a maga kivételes állapotában megvolt, mint egy se Magyar-, se Törökországhoz nem tartozó új alkotású terület.” 
Az 1920-as években a szigeten élt családjával Bicsérdy Béla, a róla elnevezett reforméletmód alapítója, a földi paradicsom megteremtésén munkálkodva.

## A sziget eltűnése

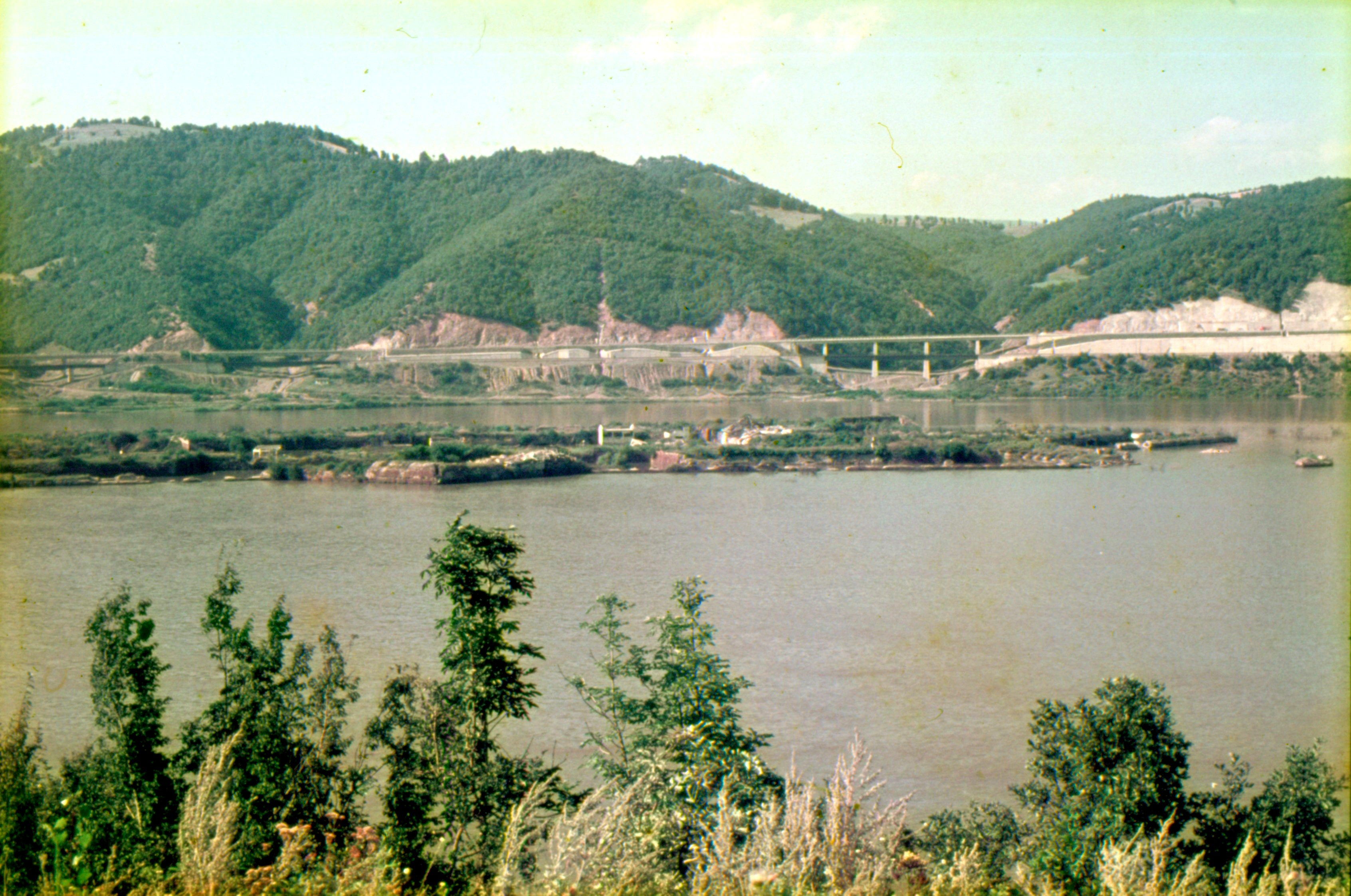
Ada Kaleh sziget az elárasztása közben 1970 augusztusában

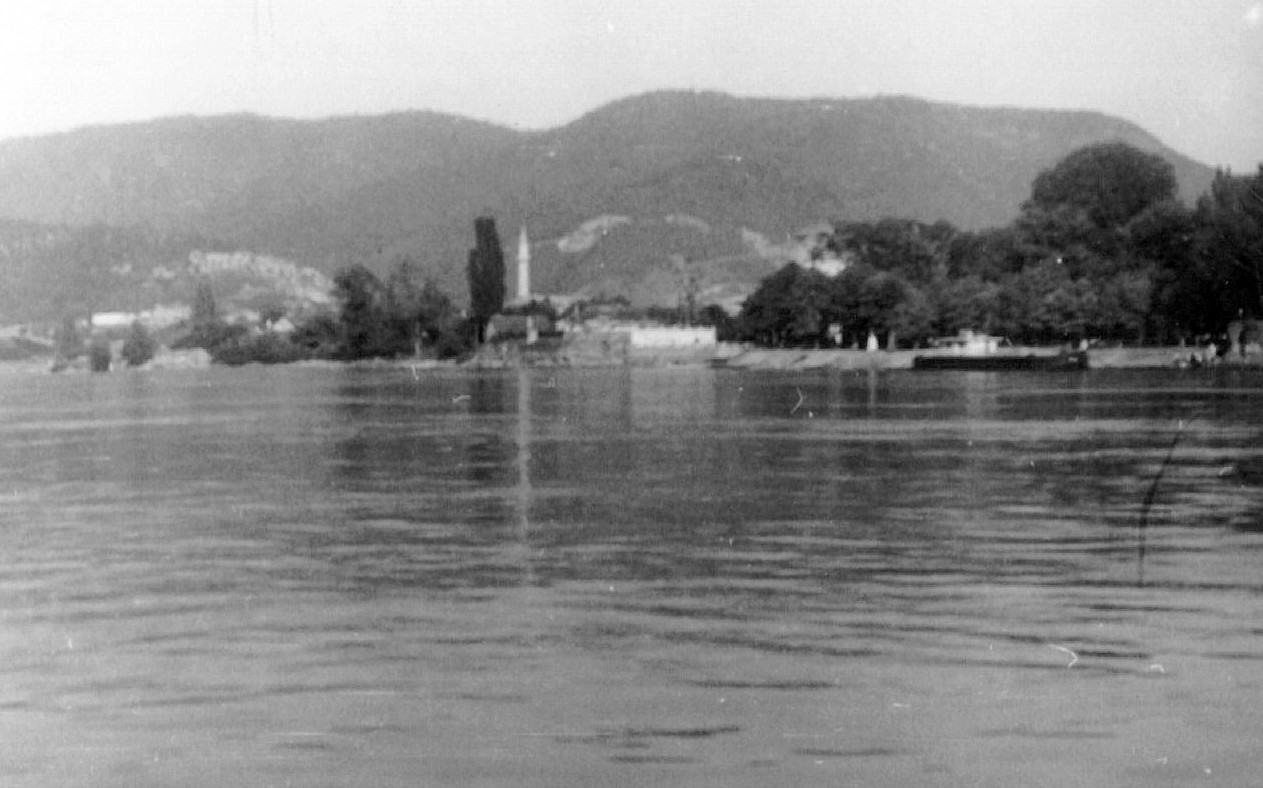
Ada Kaleh sziget az elárasztása előtt 1968-ban

A Vaskapu-szorosnál a Vaskapu I. vízerőmű 1964 és 1972 között közös román-jugoszláv vállalkozásban épült meg. Akkor a világ legnagyobb vízerőművei közé tartozott 2×2052 MW kapacitásával. Az építményekbe csaknem hárommillió köbméter betont építettek be. A fő gát 441 méter hosszú és 60 méter széles. A gátrendszer 33 méter magasra duzzasztott kétmilliárd köbméter vizet. A megemelkedett vízszint miatt a felsőbb Duna-szakasz képe jelentősen megváltozott, a hajózás természetes akadályai viszont megszűntek. A vízierőmű megépülése után a sziget Orsova régi városával együtt a szélesre duzzadt folyó vízszintje alá került, csupán a török mecset tornya látszott ki a vízből. Ezzel örökre eltűnt a térképről a magyar történelmi múlt részét képező kis dunai sziget. A szigettel együtt három falu (Nagyzsuppány (Jupalnic), Tuffás (Tufări) és Koromnok (Coramnic)) is a víz alá került, az ott élő lakosságnak el kellett költöznie. A szigeten élő török lakosságot Törökországba telepítették.

## Galéria

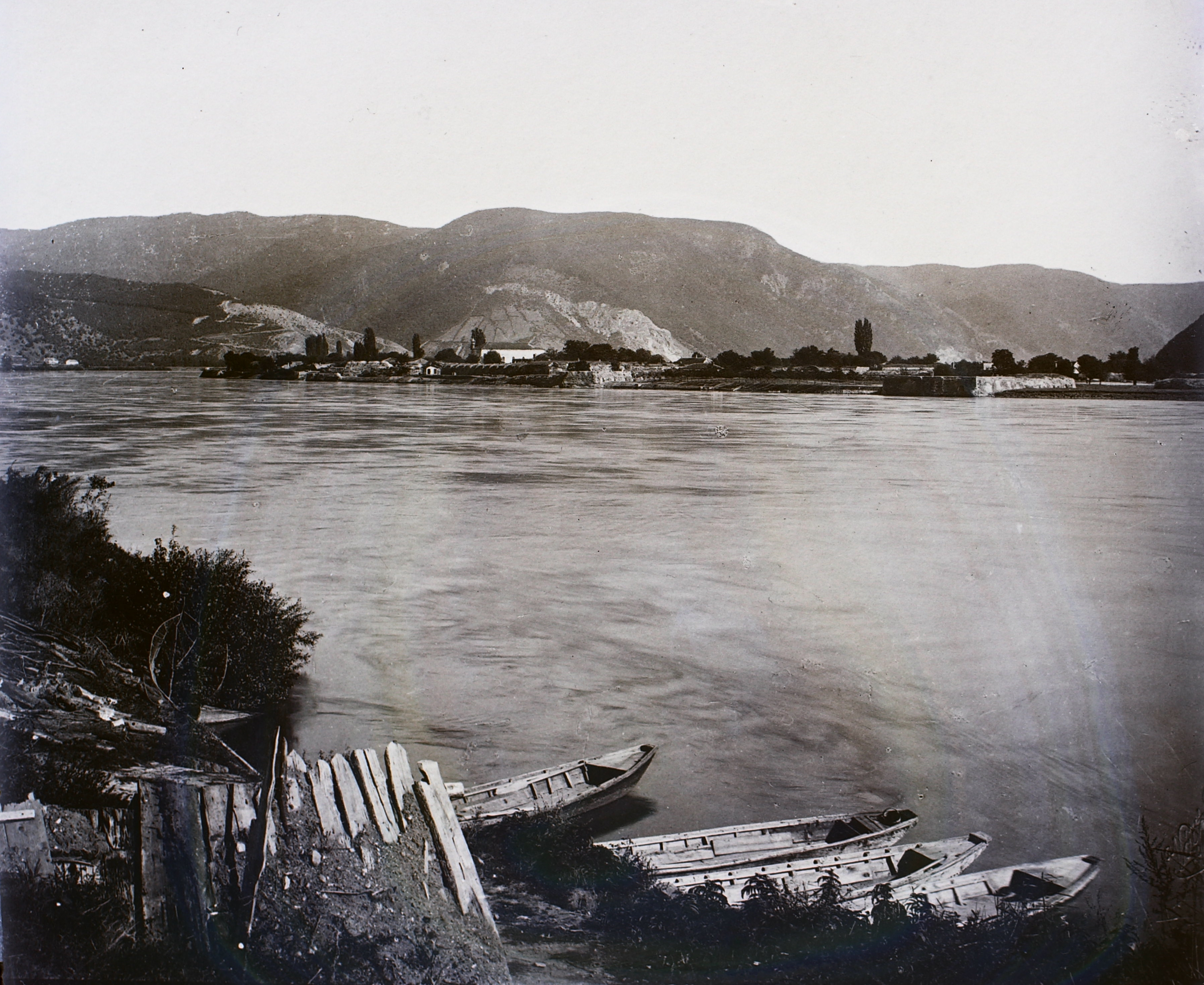
Ada Kaleh szigete 1904-ben
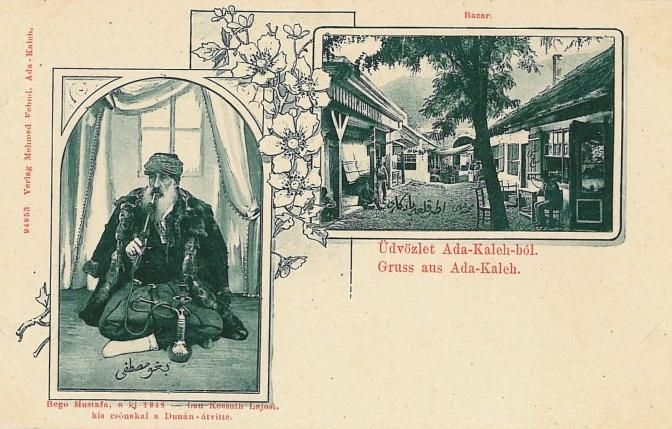
Képeslap Ada Kalehből, a képen Bego Mustafa, aki 1849-ben csónakkal vitte át a menekülő Kossuth Lajost a Dunán. 1899
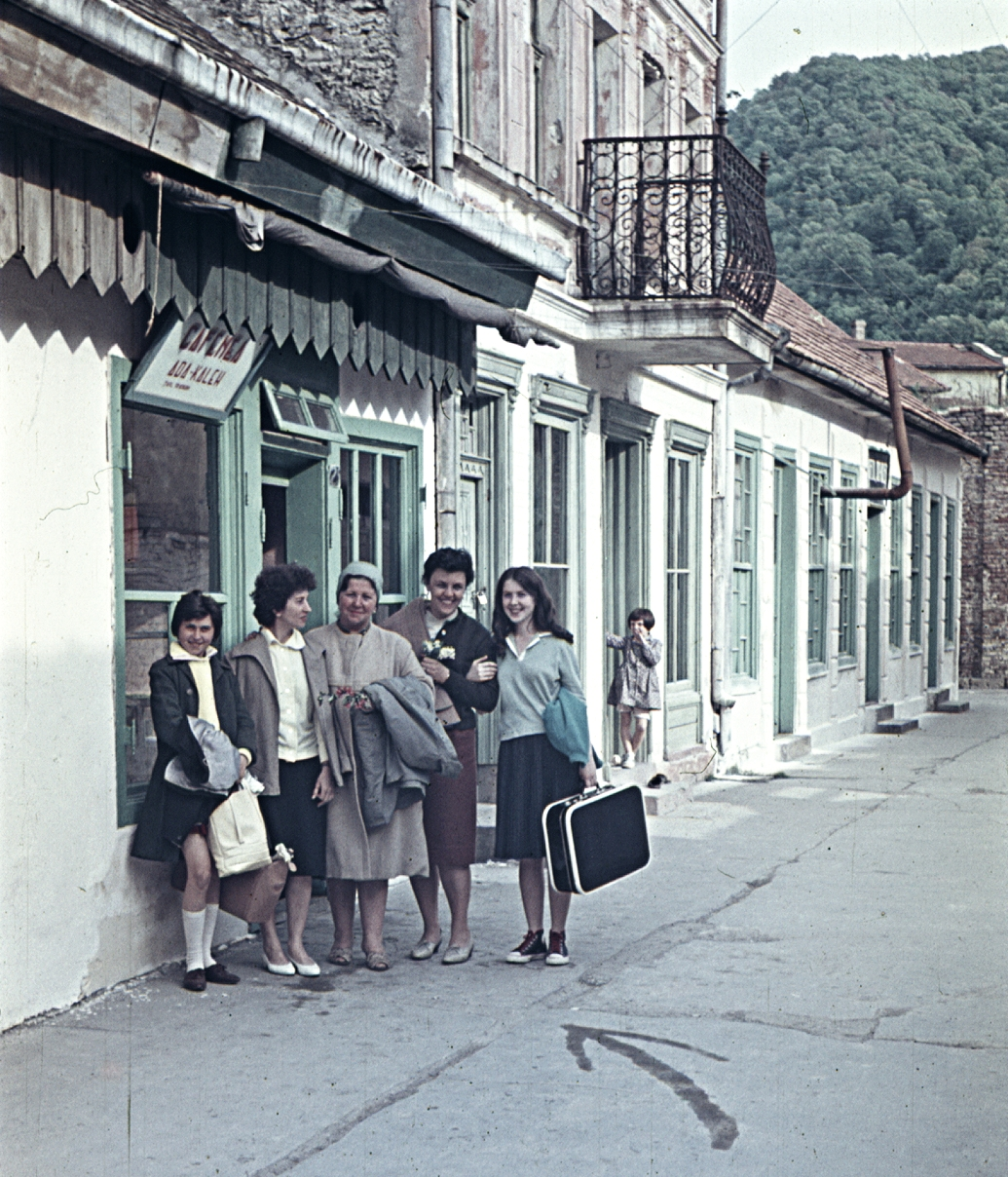
Látogatók a szigeten 1964-ben
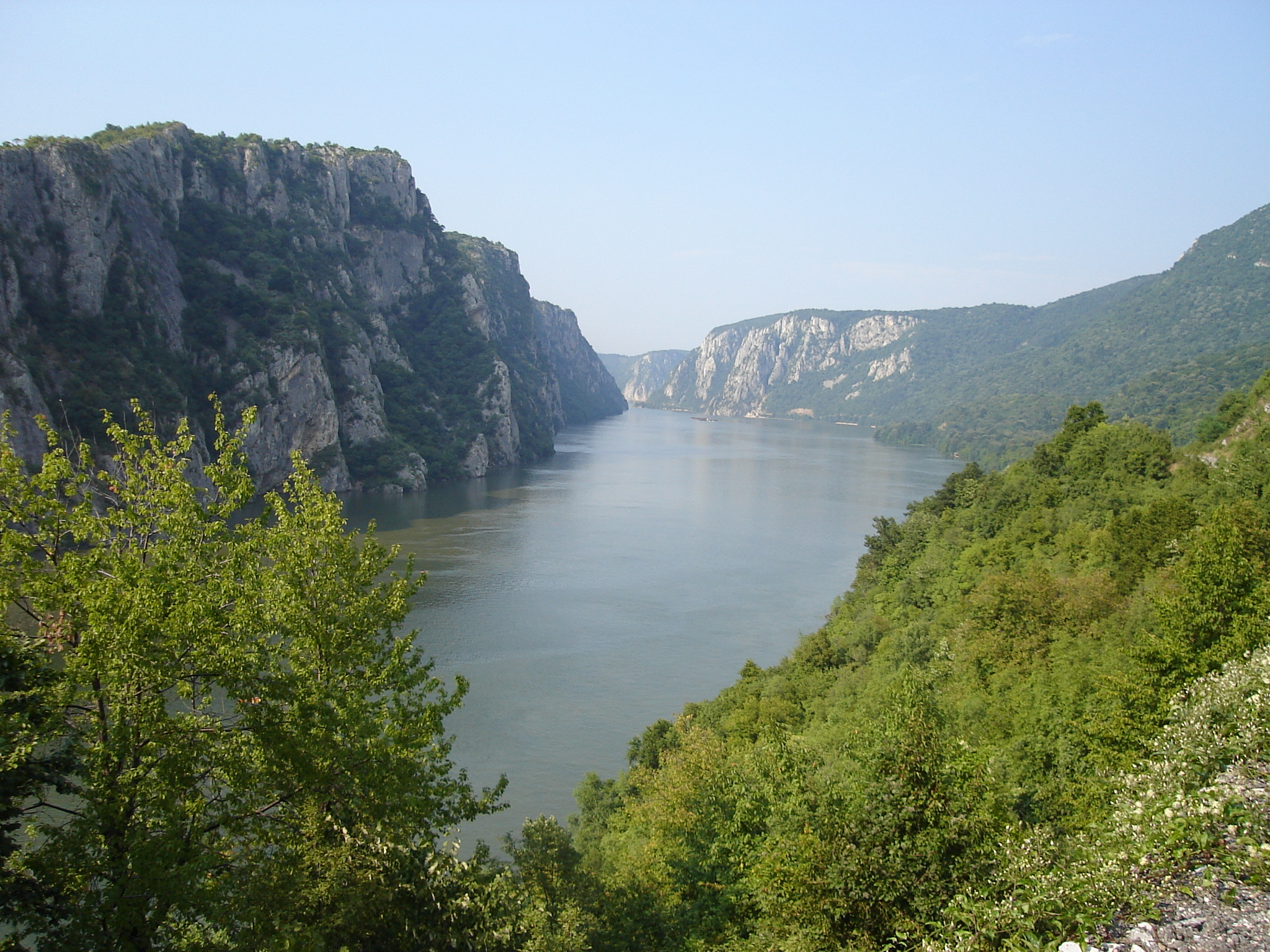
Vaskapu-szoros, 2006
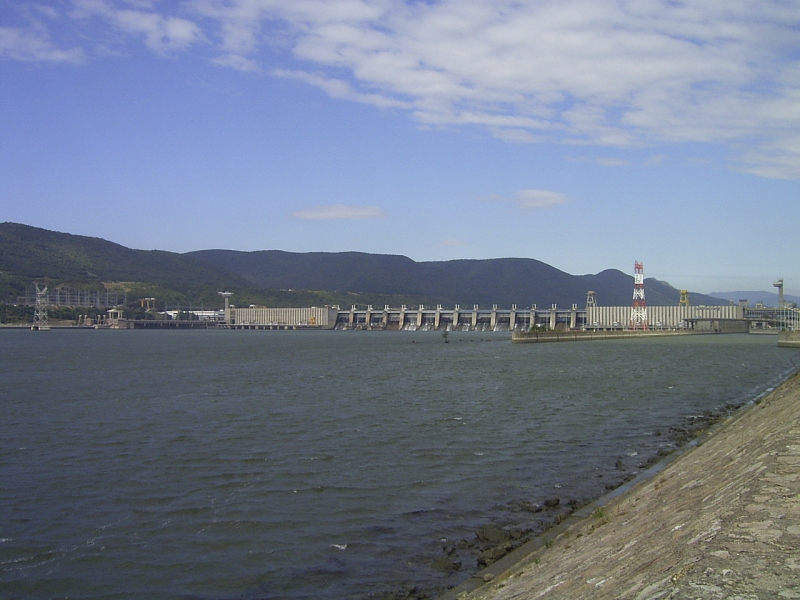
Vaskapu I.

## A sziget szülöttei
A szigeten született Aszlányi Károly író.

## Ajánlott irodalom
- 40 éve a Duna mélyén a titokzatos Senki szigete